# J. Geils Band
J. Geils Band war eine amerikanische Bluesrock-/Rhythm-and-Blues-Gruppe, die 1967 in Worcester, Massachusetts gegründet wurde. In den 1970er Jahren waren sie mit ihrem R&B-Sound erfolgreich, bevor sie nach ihrem Wechsel zu EMI America Records 1978 einen eher Pop-orientierten Sound annahmen, der ihnen MTV Airplay und 1981 ihren größten Hit Centerfold bescherte.
Die Titelmelodie des WDR-Rockpalast verwendet das Intro von Believe in Me aus dem 1975er Album Hotline, eine Coverversion des 1964 von The Impressions veröffentlichten Lieds, das von Curtis Mayfield geschrieben wurde.

## Karriere
Die Gruppe begann als akustisches Blues-Trio Mitte der 1960er Jahre mit dem Sänger und Gitarristen John Warren „J.“ Geils, dem Bassisten Danny Klein (Dr. Funk) und dem Mundharmonikaspieler Richard Salwitz (Magic Dick). Als Geils für einige Semester am Worcester Polytechnic Institute studierte, firmierte die Gruppe erst unter dem Namen Snoopy & the Sopwith Camels. 1967 stießen der schnell sprechende, ehemalige DJ Peter Wolf, der zum Sänger der Band wurde, und der Schlagzeuger Stephen Jo Bladd, beide aus Boston, hinzu, und die Gruppe spielte fortan elektrischen R&B.
Der Organist Seth Justman vervollständigte 1968 die Band, die 1970 bei Atlantic Records unter Ahmet Ertegün unterschrieb. Erster FM-Radio-Erfolg war die live aufgenommene Single First I Look at the Purse, danach folgten einige Hitsingles in den 1970ern, wovon Musta Got Lost 1974 am erfolgreichsten war.
1977 veröffentlichte die Gruppe das Album Monkey Island, das lediglich unter dem Namen Geils veröffentlicht wurde. Nach Auslaufen ihres Atlantic-Vertrages unterschrieb die Gruppe bei EMI America Records.
Nach ersten kommerziellen Erfolgen schien die J. Geils Band, die stetig tourte, nicht mehr als eine erstklassige Partyband zu sein. Erst die Alben Monkey Island (1977) und das eher am konventionellen Rock orientierte Sanctuary änderten dies.
Dem europäischen Publikum wurde die J. Geils Band durch die Übertragung des 4. Rockpalasts am 21. April 1979 per Fernsehen und Radio bekannt, als „sie mit 150 % Energie“ für „Begeisterung ohne Grenzen“ sorgten, wobei „Peter Wolf in der Menge badete“.
In den frühen 1980ern stieg die Gruppe mit der humorvollen Single Love Stinks und vor allem mit dem Album Freeze Frame und den Singles Centerfold (6 Wochen auf Platz 1 der US-Charts), dem Titelstück Freeze Frame (Platz 4), Flamethrower (Platz 30), Angel in Blue (Platz 40) in die Hitparaden ein.
Mit dem Album tourte die J. Geils Band im Vorprogramm der Rolling Stones 1981 in Nordamerika und 1982 in Europa; 1983 veröffentlichte sie das dritte Livealbum Showtime. Peter Wolf sorgte für negative Schlagzeilen, als er das Publikum bei einem Deutschland-Konzert aufwiegelte und fragte, ob sie Schlager mögen, und der danach auftretende Peter Maffay mit Eiern und anderen Gegenständen beworfen wurde.
Wolf verließ die Band 1983 aufgrund musikalischer Differenzen und begann eine erfolgreiche Solokarriere. Die Gruppe nahm noch aus Vertragserfüllungsgründen ein Album ohne Wolf, You’re Gettin’ Even While I’m Gettin’ Odd auf, wobei Justman als Sänger fungierte. Trotz US-Tournee erreichte das Album nur Platz 80 und die Singleauskopplung Concealed Weapons 1984 lediglich Platz 63. Ein letztes Lebenszeichen gab die Band mit der Single Fright Night (1985, Platz 91), dem Titelstück des gleichnamigen Films (deutsch: „Die rabenschwarze Nacht – Fright Night“), ab und löste sich noch im selben Jahr auf.
1999 plante die Gruppe eine Reunion-Tour mit Wolf. Diese wurde abgesagt, nachdem die Kartenverkäufe schleppend anliefen. Am 22. Mai 2006 kam es nach 20 Jahren zur Wiedervereinigung der sechs Original-Mitglieder anlässlich von Danny Kleins 60. Geburtstag im Scullers Jazz-Club in Boston.
Wolf ist weiterhin solo tätig, während der Rest der Band ohne Wolf gelegentlich auftritt. Geils und Magic Dick gründeten die Gruppe Blues Time und veröffentlichten ein gleichnamiges Album. Geils widmete sich Bostoner Jazzprojekten, wie dem The New Guitar Summit und Gerry Beaudoin, mit denen er gelegentlich auftrat, und produzierte u. a. die CD von Stone Crazy, bei der auch Danny Klein mitwirkt. Zudem restaurierte er Sportwagen. Geils starb im April 2017.
Klein betreibt auch das Restaurant Z Square in Bostons Harvard Square. Magic Dick brachte seine eigenen patentierten Mundharmonikas heraus und tourt mit Mark Hummel. Seth Justman produziert andere Bands und schrieb die Musik für die PBS-Fernseh-Dokumentation Country Boys, bei der auch Magic Dick mitwirkte. Bladd hat sich vom Musikgeschäft zurückgezogen.

## Diskografie

### Studioalben
| Jahr | Titel                                              | Höchstplatzierung, Gesamtwochen, AuszeichnungChartplatzierungen (Jahr, Titel, Platzierungen, Wochen, Auszeichnungen, Anmerkungen) | Höchstplatzierung, Gesamtwochen, AuszeichnungChartplatzierungen (Jahr, Titel, Platzierungen, Wochen, Auszeichnungen, Anmerkungen) | Höchstplatzierung, Gesamtwochen, AuszeichnungChartplatzierungen (Jahr, Titel, Platzierungen, Wochen, Auszeichnungen, Anmerkungen) | Höchstplatzierung, Gesamtwochen, AuszeichnungChartplatzierungen (Jahr, Titel, Platzierungen, Wochen, Auszeichnungen, Anmerkungen) | Höchstplatzierung, Gesamtwochen, AuszeichnungChartplatzierungen (Jahr, Titel, Platzierungen, Wochen, Auszeichnungen, Anmerkungen) | Anmerkungen                              |
| Jahr | Titel                                              | DE | AT | CH | UK | US | Anmerkungen                              |
| ---- | -------------------------------------------------- | --- | --- | --- | --- | --- | ---------------------------------------- |
| 1970 | The J. Geils Band                                  | — | — | — | — | US195 (2 Wo.)US | Erstveröffentlichung: 16. November 1970  |
| 1971 | The Morning After                                  | — | — | — | — | US64 (17 Wo.)US | Erstveröffentlichung: 2. Oktober 1971    |
| 1973 | Bloodshot                                          | — | — | — | — | US10 Gold · (44 Wo.)US | Erstveröffentlichung: 12. April 1973     |
| 1973 | Ladies Invited                                     | — | — | — | — | US51 (18 Wo.)US | Erstveröffentlichung: 9. November 1973   |
| 1974 | Nightmares … and Other Tales from the Vinyl Jungle | — | — | — | — | US26 (22 Wo.)US | Erstveröffentlichung: 25. September 1974 |
| 1975 | Hotline                                            | — | — | — | — | US36 (9 Wo.)US | Erstveröffentlichung: 9. September 1975  |
| 1977 | Monkey Island                                      | — | — | — | — | US51 (17 Wo.)US | Erstveröffentlichung: 9. Juni 1977       |
| 1978 | Sanctuary                                          | — | — | — | — | US49 Gold · (22 Wo.)US | Erstveröffentlichung: November 1978      |
| 1980 | Love Stinks                                        | — | — | — | — | US18 Gold · (42 Wo.)US | Erstveröffentlichung: 28. Januar 1980    |
| 1981 | Freeze Frame                                       | DE13 (29 Wo.)DE | AT13 (4 Wo.)AT | — | UK12 (15 Wo.)UK | US1 Platin · (70 Wo.)US | Erstveröffentlichung: 26. Oktober 1981   |
| 1984 | You’re Gettin’ Even While I’m Gettin’ Odd          | — | — | — | — | US80 (10 Wo.)US | Erstveröffentlichung: 5. Oktober 1984    |

grau schraffiert: keine Chartdaten aus diesem Jahr verfügbar

### Livealben und Kompilationen
| Jahr | Titel                     | Höchstplatzierung, Gesamtwochen, AuszeichnungChartplatzierungen (Jahr, Titel, Platzierungen, Wochen, Auszeichnungen, Anmerkungen) | Höchstplatzierung, Gesamtwochen, AuszeichnungChartplatzierungen (Jahr, Titel, Platzierungen, Wochen, Auszeichnungen, Anmerkungen) | Höchstplatzierung, Gesamtwochen, AuszeichnungChartplatzierungen (Jahr, Titel, Platzierungen, Wochen, Auszeichnungen, Anmerkungen) | Höchstplatzierung, Gesamtwochen, AuszeichnungChartplatzierungen (Jahr, Titel, Platzierungen, Wochen, Auszeichnungen, Anmerkungen) | Höchstplatzierung, Gesamtwochen, AuszeichnungChartplatzierungen (Jahr, Titel, Platzierungen, Wochen, Auszeichnungen, Anmerkungen) | Anmerkungen |
| Jahr | Titel                     | DE | AT | CH | UK | US | Anmerkungen |
| ---- | ------------------------- | --- | --- | --- | --- | --- | --- |
| 1972 | “Live” – Full House       | — | — | — | — | US54 Gold · (26 Wo.)US | Erstveröffentlichung: 26. September 1972 live aufgenommen am 21. April 1972 im Cinderella Ballroom in Detroit                             |
| 1976 | Live – Blow Your Face Out | — | — | — | — | US40 (11 Wo.)US | Erstveröffentlichung: 22. April 1976 Liveaufnahmen vom Boston Garden (15. November 1975) und der Cobo Hall in Detroit (19. November 1975) |
| 1979 | Best of the J. Geils Band | — | — | — | — | US129 (5 Wo.)US | Erstveröffentlichung: 5. Juni 1979 Kompilation                                                                                            |
| 1982 | Showtime!                 | — | — | — | — | US23 Gold · (19 Wo.)US | Erstveröffentlichung: 12. November 1982 live aufgenommen im September 1982 im Pine Knob Music Theater in Detroit                          |

grau schraffiert: keine Chartdaten aus diesem Jahr verfügbar
Weitere Livealben und Kompilationen
- 1980: Best of: Two
- 1985: Flashback: The Best of
- 1986: Flamethrower
- 1993: Houseparty
- 1995: Must of Got Lost
- 1997: Looking for a Love and Other Hits
- 2002: The Very Best
- 2006: Best of
- 2015: House Party: Live in Germany

### Singles
| Jahr | Titel Album                                                 | Höchstplatzierung, Gesamtwochen, AuszeichnungChartplatzierungen (Jahr, Titel, Album, Platzierungen, Wochen, Auszeichnungen, Anmerkungen) | Höchstplatzierung, Gesamtwochen, AuszeichnungChartplatzierungen (Jahr, Titel, Album, Platzierungen, Wochen, Auszeichnungen, Anmerkungen) | Höchstplatzierung, Gesamtwochen, AuszeichnungChartplatzierungen (Jahr, Titel, Album, Platzierungen, Wochen, Auszeichnungen, Anmerkungen) | Höchstplatzierung, Gesamtwochen, AuszeichnungChartplatzierungen (Jahr, Titel, Album, Platzierungen, Wochen, Auszeichnungen, Anmerkungen) | Höchstplatzierung, Gesamtwochen, AuszeichnungChartplatzierungen (Jahr, Titel, Album, Platzierungen, Wochen, Auszeichnungen, Anmerkungen) | Anmerkungen |
| Jahr | Titel Album                                                 | DE | AT | CH | UK | US | Anmerkungen |
| ---- | ----------------------------------------------------------- | --- | --- | --- | --- | --- | --- |
| 1971 | Lookin’ for a Love The Morning After                        | — | — | — | — | US39 (10 Wo.)US | Erstveröffentlichung: November 1971 Autoren: J. W. Alexander, Zelda Samuels Original: The Valentinos (1962)                                                      |
| 1973 | Give It to Me Bloodshot                                     | — | — | — | — | US30 (16 Wo.)US | Erstveröffentlichung: März 1973 Autoren: Seth Justman, Peter Wolf                                                                                                |
| 1973 | Make Up Your Mind Bloodshot                                 | — | — | — | — | US98 (2 Wo.)US | Erstveröffentlichung: August 1973 Autoren: Seth Justman, Peter Wolf                                                                                              |
| 1974 | Must of Got Lost Nightmares                                 | — | — | — | — | US12 (11 Wo.)US | Erstveröffentlichung: September 1974 Autoren: Seth Justman, Peter Wolf                                                                                           |
| 1976 | Where Did Our Love Go Blow Your Face Out                    | — | — | — | — | US68 (6 Wo.)US | Erstveröffentlichung: April 1976 Autoren: Brian Holland, Eddie Holland, Lamont Dozier Original: The Supremes (1964)                                              |
| 1977 | You’re the Only One Monkey Island                           | — | — | — | — | US83 (3 Wo.)US | Erstveröffentlichung: August 1977 Autoren: Seth Justman, Peter Wolf                                                                                              |
| 1978 | One Last Kiss Sanctuary                                     | — | — | — | UK74 (1 Wo.)UK | US35 (13 Wo.)US | Erstveröffentlichung: November 1978 Autoren: Seth Justman, Peter Wolf                                                                                            |
| 1979 | Take It Back Sanctuary                                      | — | — | — | — | US67 (6 Wo.)US | Erstveröffentlichung: März 1979 Autoren: Seth Justman, Peter Wolf                                                                                                |
| 1980 | Come Back Love Stinks                                       | — | — | — | — | US32 (12 Wo.)US | Erstveröffentlichung: Januar 1980 Autoren: Seth Justman, Peter Wolf                                                                                              |
| 1980 | Love Stinks                                                 | — | — | — | — | US38 (12 Wo.)US | Erstveröffentlichung: April 1980 Autoren: Seth Justman, Peter Wolf                                                                                               |
| 1980 | Just Can’t Wait Love Stinks                                 | — | — | — | — | US78 (5 Wo.)US | Erstveröffentlichung: Juli 1980 Autoren: Seth Justman, Peter Wolf                                                                                                |
| 1981 | Centerfold Freeze-Frame                                     | DE13 (27 Wo.)DE | AT11 (4 Wo.)AT | CH4 (8 Wo.)CH | UK3 Silber · (9 Wo.)UK | US1 Gold · (25 Wo.)US | Erstveröffentlichung: September 1981 Autor: Seth Justman |
| 1982 | Freeze Frame Freeze-Frame                                   | DE29 (14 Wo.)DE | — | CH11 (4 Wo.)CH | UK27 (7 Wo.)UK | US4 Gold · (16 Wo.)US | Erstveröffentlichung: Januar 1982 Autoren: Seth Justman, Peter Wolf                                                                                              |
| 1982 | Angel in Blue Freeze-Frame                                  | — | — | — | UK55 (3 Wo.)UK | US40 (11 Wo.)US | Erstveröffentlichung: Mai 1982 Autor: Seth Justman |
| 1982 | I Do Showtime!                                              | — | — | — | — | US24 (14 Wo.)US | Liveaufnahme, Erstveröffentlichung: November 1982 Autoren: Johnny Paden, Frank Paden, Jese Smith, Willie Stephenson, Melvin Mason Original: The Marvelows (1965) |
| 1983 | Land of a Thousand Dances Showtime!                         | — | — | — | — | US60 (6 Wo.)US | Liveaufnahme, Erstveröffentlichung: Januar 1983 Autoren: Cris Kenner (auch Original, 1963), Fats Domino                                                          |
| 1984 | Concealed Weapons You’re Gettin’ Even While I’m Gettin’ Odd | — | — | — | — | US63 (7 Wo.)US | Erstveröffentlichung: Oktober 1984 Autoren: Seth Justman, Paul Justman                                                                                           |
| 1985 | Fright Night (O.S.T.)                                       | — | — | — | — | US91 (2 Wo.)US | Erstveröffentlichung: Juli 1985 Autor: Joe Lamont |

Weitere Singles
- 1970: Homework / First I Look at the Purse
- 1971: Wait
- 1972: I Don’t Need You No More
- 1972: Hard Drivin’ Man
- 1973: Did You No Wrong
- 1975: Givin’ It All Up
- 1975: Love-Itis
- 1976: (Ain’t Nothin’ But a) House Party
- 1976: Peanut Butter
- 1977: Surrender
- 1977: I Do
- 1979: Sanctuary

## Auszeichnungen für Musikverkäufe
| Goldene Schallplatte - Kanada - 1982: für die Single Freeze Frame - 1983: für das Album Showtime! Platin-Schallplatte - Kanada - 1980: für das Album Love Stinks - 1982: für die Single Centerfold | 2× Platin-Schallplatte - Neuseeland - 2024: für die Single Centerfold 3× Platin-Schallplatte - Kanada - 1982: für das Album Freeze Frame |

Anmerkung: Auszeichnungen in Ländern aus den Charttabellen bzw. Chartboxen sind in ebendiesen zu finden.
| Land/RegionAuszeichnungen für Musikverkäufe (Land/Region, Auszeichnungen, Verkäufe, Quellen) | Silber  | Gold     | Platin     | Verkäufe  | Quellen          |
| -------------------------------------------------------------------------------------------- | ------- | -------- | ---------- | --------- | ---------------- |
| Kanada (MC)                                                                                  | —       | 2× Gold2 | 5× Platin5 | 600.000   | musiccanada.com  |
| Neuseeland (RMNZ)                                                                            | —       | —        | 2× Platin2 | 60.000    | radioscope.co.nz |
| Vereinigte Staaten (RIAA)                                                                    | —       | 7× Gold7 | Platin1    | 5.500.000 | riaa.com         |
| Vereinigtes Königreich (BPI)                                                                 | Silber1 | —        | —          | 250.000   | bpi.co.uk        |
| Insgesamt                                                                                    | Silber1 | 9× Gold9 | 8× Platin8 |           |                  |